# Мисляковиці-Кольонія
Мисляковиці-Кольонія (пол. Myślakowice-Kolonia) — село в Польщі, у гміні Одживул Пшисуського повіту Мазовецького воєводства.
Населення — 115 осіб (2011).
У 1975-1998 роках село належало до Радомського воєводства.

## Демографія
Демографічна структура станом на 31 березня 2011 року:
|          | Загалом | Допрацездатний вік | Працездатний вік | Постпрацездатний вік |
| -------- | ------- | ------------------ | ---------------- | -------------------- |
| Чоловіки | 67      | 16                 | 46               | 5                    |
| Жінки    | 48      | 8                  | 23               | 17                   |
| Разом    | 115     | 24                 | 69               | 22                   |